# Rockland, Quận La Crosse, Wisconsin
Rockland là một làng thuộc quận La Crosse, tiểu bang Wisconsin, Hoa Kỳ. Năm 2006, dân số của làng này là 625 người.